# Hemistola occidentalis
Hemistola occidentalis är en fjärilsart som beskrevs av Eugen Wehrli 1929. Hemistola occidentalis ingår i släktet Hemistola och familjen mätare. Inga underarter finns listade i Catalogue of Life.